# 自動ドア

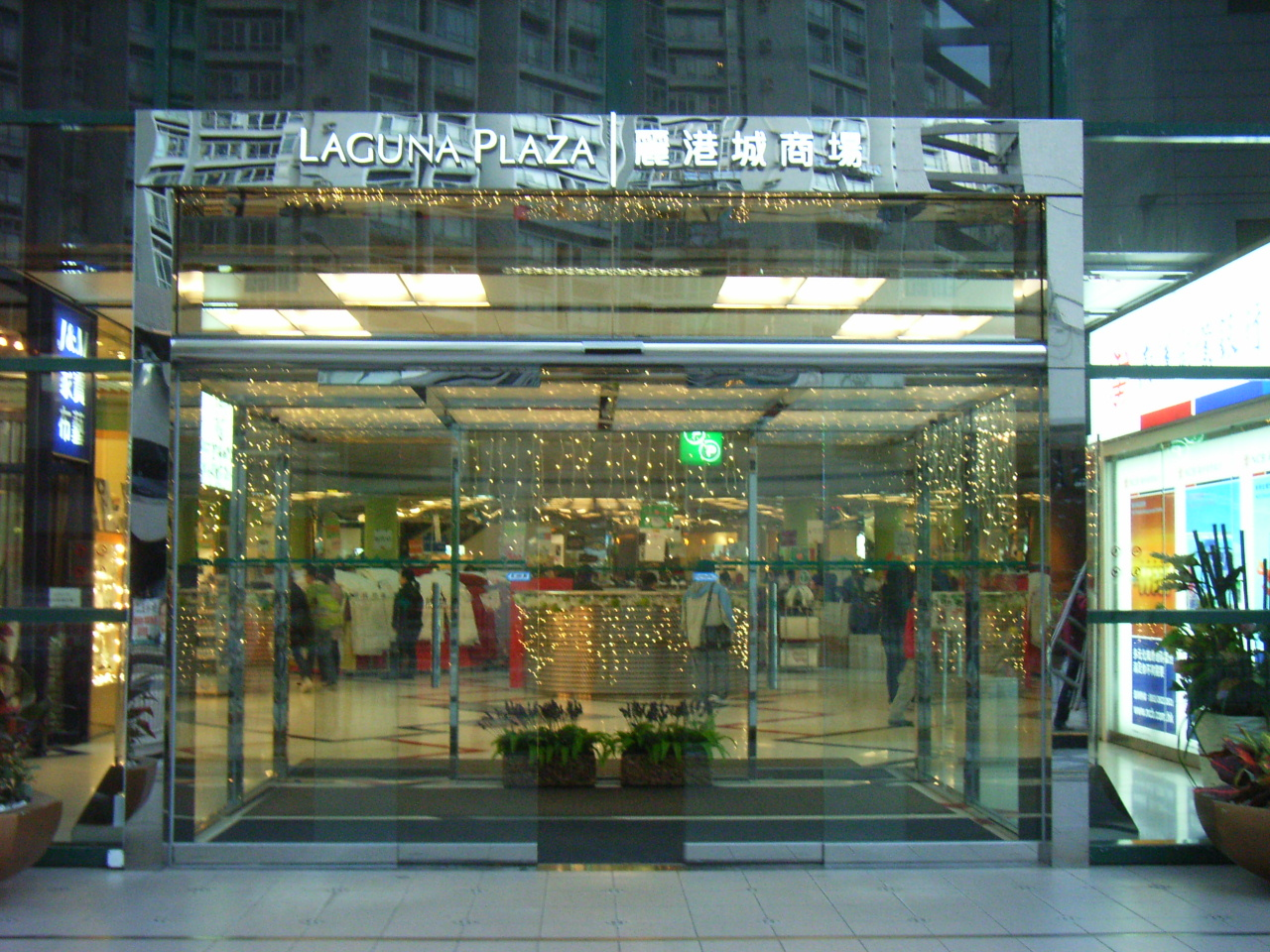
自動ドア

自動ドア（じどうドア、英: Automatic door）は、扉の開閉を人力でなく、電気や荷重などの動力によって行う設備のこと。
人や物の接近をセンサー等で自動検出して扉を開き、通過を確認して扉を閉じる機構を持つ設備を「電動式自動ドア」という。また、駆動部への人の重さにより、テコの原理を用いて開閉する機構をもつ設備を「荷重式自動ドア」という。
また日本のタクシーのように動力が運転手による人力であっても、ドアに直接触れずに開閉操作できるものを自動ドアと称する場合もある。

## 歴史
古く紀元前100年ごろにはヘロンが祭壇の火の強弱を利用して空気圧の力で神殿の扉を開閉させる装置を開発していたことが知られている。
日本では、古くは飯塚伊賀七のからくり時計において、朝夕に鐘と太鼓で時間を知らせると同時に家の門を開閉したとされ、復元品がつくば市立谷田部郷土資料館に所蔵されている（飯塚伊賀七の発明の方も参照）。昭和初期には航空母艦（加賀、赤城など）の一部の格納庫の防火防弾用として用いられた。また1926年の山手線の電車や、1927年の東京地下鉄道1000形電車には、空圧式の自動ドアが使用されたとの記録がある。建物では、日劇前の東芝営業所玄関に、光線スイッチ起動による自動ドアが設置された。また建物に対しては、1957年に油圧式、空圧式の自動ドアが開発され、新築ビルの玄関などに使用されるようになった。
スライドする引戸形式のものが多いが、回転式、蝶番（ヒンジ）を用いた折戸や観音開きを含むスイング式、グライドスライドのものもある。
1960年代には、「マジックドア」という表現も見られた。

## 機構と動力

### 機構
電動式自動ドアは、オペレータ部、センサー部、ドア・サッシ部の3つから構成される。 
- オペレータ部は、駆動装置と制御装置からなる開閉装置。
- センサー部は、人や物の出入りを自動的に検出する検出装置[* 1]。
- ドア・サッシ部は、ドア、枠、ガイドレールなどの部位。

また、荷重式自動ドアは、駆動装置部、ドア・サッシ部から構成される。
開閉方式としては、引き戸、開き戸、折り戸、回転ドアなどがある。
駆動方式としては、電気式、荷重式、空圧式、負圧式、油圧式などがある。
検出方式としては、マットスイッチ、超音波スイッチ、赤外線スイッチなどがある。
エレベータのように挟み込み防止のための安全装置がついている場合もある。

### ドアエンジン
ドアエンジンは自動ドアの開閉動作に際して直接作動する動力装置。
現在、建物等の自動ドアに広く使われているのは電気モーターを動力とする方式である。
荷重を動力とする自動ドアは、作動速度は低いものの、センサーの死角からの衝突事故、子ども・高齢者などの挟まり事故などが起こりにくく、停電時にも稼働し、電気代も不要であることから、高速道路、自治体などの公共施設、商業施設で採用されている。
鉄道車両用には長らく空気圧作動式が多く用いられてきたが、平成期には電気スクリューやリニアモーター、ラック・アンド・ピニオンといった電動式も導入されており、空気配管の減少に伴うメンテナンスの簡素化に寄与している。
エアコンプレッサーを装備するバスでは空気圧作動式が用いられている。
例外的なものとして、日本のタクシーではてことリンケージ(てこクランク機構)を用いた人力によるものがある。運転席横のレバー操作により後部客席ドアを開閉する。一方ではインテークマニホールドの負圧でドアを開閉するものも増えており、通常はステアリングコラムの右インパネ部にボタンが設置されている。

## 交通機関での運用

### 日本
鉄道車両では1926年（大正15年）9月から、京浜線の電車1両に試験的に組み込み運用が開始。乗務員の操作ミスなどで本来開く側の反対側のドアを開けてしまう事故がしばしば発生、1979年には東海道本線辻堂駅で小学生が転落して軽傷を負った事故が発生したこともある。対策としてドア誤扱防止システムがある。
日本では鉄道・バス・タクシーなど多くの公共交通機関は車掌・運転士・駅員が開閉操作を扱い乗客自らはドア開閉を行わない場合が多いが、一部の鉄道車両では車内の空調効果維持を図るため、停車時に係員は開錠するのみで開閉操作は乗客自身が行い、乗降客がいない停車駅や長時間停車時に開放時間を低減させる場合がある。発車時は車掌の閉扉操作によりドアは自動で閉鎖されることから半自動ドアとも呼称される。

#### 手動式半自動
旧来鉄道車両の乗降扉は手動であったが、ドアエンジン駆動式の自動ドア導入後、開閉操作は車掌や運転士が扱い、扉は開放か閉状態のまま固定され、非常時（異常時）以外は手動での開閉はできない。本方式は車掌が車掌スイッチを開操作して各扉を開錠するとステップ灯と車側灯が点灯してドアエンジンのエアシリンダーが開放され、乗降時に乗客による手動開閉が可能となるもので、乗降扉には取手が配置され「手で開けて下さい」などと表記されている。一斉扉閉は車掌スイッチの閉操作で扱われるため、通常時は乗客が手動で開閉させることはできない。
国鉄の一般形・準急形・一部の急行形気動車や、極寒地・寒地向けの近郊形電車に広く採用され、転属で寒冷地仕様にされた旧形国電などでも広く見られたが、それらの大半は廃車ないし後述のボタン式半自動ドアへと改造されたため、JR東日本管内の115系やJR西日本管内の117系など一部のローカル線用車両、および上信電鉄に譲渡された700形（元JR東日本107系電車）などで見られる程度になっている。
車両側に特別な装備を必要としない類似する簡便法として、客扱い終了後に全扉を閉めてから係員や乗務員が非常コックを操作して乗務員室付近の客扉を手動開閉する事例がある。JRでは、ホームライナーの乗車駅で乗車口を限定した場合や、特急白鳥・スーパー白鳥が竜飛海底駅や吉岡海底駅で見学客を乗降させる場合に、名古屋鉄道や近畿日本鉄道では通勤形電車での長時間停車時に行われており、箱根登山鉄道（現：小田急箱根）では、プラットホーム有効長が約49メートルの風祭駅で、2008年（平成20年）3月14日まで小田急電鉄の車両の箱根湯本方2両で乗降客を扱う場合に用いていた。

#### ボタン式半自動
1972年（昭和47年）から川越線と八高線用通勤型気動車で、後に相模線の通勤型電車で車両内外の扉脇に押しボタン式スイッチ増設改造が施され、車掌スイッチを半自動位置にすると扉のスイッチ部分が点灯して乗降客自らの操作で扉開閉が可能となる。一般的には「ドア開閉ボタン」「半自動ドアボタン」と称されるこのボタンだが、ドアエンジンが開放されていない自動扉を個別に操作するものであり、手動開閉は考慮されていない。当初は各線区事情を考慮して採られたが、民営化に向けた211系以降の新造車両で寒冷地向け装備として正式採用されているほか、115系など既存車両に対しても改造により追加するケースもある。また、使用するケースは稀だがJRの一部の特急形車両にも設置されている。
スイッチは両開き扉では内外ともに右側、片開き扉では内外共に戸当り側へ配置されている。車室には開と閉の2つが設置されているが、車外側はコスト低減のために開のみが設置されているため、ドア開時に車外から車内の閉ボタンを操作する際は、挟み・巻き込み防止のためドアが閉まる前に体をドアから離れさせなければならない。停車中の扉の状態にかかわらず発車時には全扉の施錠を要するため、阪神電気鉄道をはじめとする一部事業者では発車前に半自動を解除する際は一旦半自動扱いとしていた全扉を開いている。また、乗降客が比較的多い駅で乗客の分散を図るためにすべての扉を一斉開閉する場合と車掌スイッチの戸閉め操作のみで発車する場合があり、ボタン操作の開扉後に一定時間無操作で自動閉扉するものもある。
車内温度維持による省エネ効果を期待して、JR東海313系2500番台、JR東日本E231系近郊タイプ・E233系0・3000、JR西日本製造の普通列車用車両など、主に暖地を走る車両で始発駅での出発待ち、快速・特急などの接続・通過待ち、単線区間での列車交換など、アーバンネットワークでは新快速や快速の接続・通過待ちや折り返しなどで停車時間が長い列車、きのくに線、湖西線（近江今津駅 - 近江塩津駅・敦賀駅間）、北陸本線、加古川線・播但線などでは全列車、大手私鉄では導入順に西武鉄道4000系・40000系、阪神電気鉄道5700系・5500系リノベーション車両・相模鉄道20000系・12000系、準大手私鉄では山陽電気鉄道6000系など、中小私鉄では一畑電車7000系など、モノレールでは大阪モノレール3000系で押しボタン式の半自動扱いが行われている。
しかし、逆に言えば一部のドアしか開かない事で車内換気が悪いため、2020年の新型コロナウイルス流行の際には感染拡大の要因の一つである3つの密に該当すること、ボタンに触れる必要があることが問題になった。改正・新型インフルエンザ等対策特別措置法に基づく新型コロナウイルス緊急事態宣言が発令された2020年4月7日以降しばらくは、車内換気向上の為、ワンマン運転を行っている路線を除く大半の駅で半自動扱いを中止し、自動扱いに切り替える事業者もあった。

### ヨーロッパ
スイスなどヨーロッパの鉄道ではドアが自動では開かず、乗降客がドア付近のボタンを押すか、ドアの取っ手を引いてドアを開閉するようになっている場合もある。

## 主要メーカー
- ナブテスコ
- 寺岡オートドア
- フルテック
- 三和シヤッター
- 日本自動ドア